# Castell de Puiggròs
El castell de Puiggròs es localitza en la vila de Puiggròs al mig de la plana urgellesa. Al cim del turó i enmig de la vila closa hi havia el castell, després castell palau, de Puiggròs.

## Història
El primer esment del castell de Puiggròs (castro de Podio Grosso) és de l'any 1190, en què Guillem de Cervera, castlà de Lleida, en nom d'Ermengol VIII d'Urgell, va prometre al rei Alfons I que no l'hi causaria cap mal des de la fortalesa o força que amb el seu consentiment estava construint al castell de Puiggròs, a més de retre-li sagrament i homenatge per l'esmentat castell. Vers el 1279, Pere II cedí temporalment Puiggròs i Torregrossa a Ramon Folc VI de Cardona, però aviat tornà a la corona. Fins al segle xiv, el rei va conservar la jurisdicció del terme de Puiggròs. L'any 1342, Bernat d'Olzinelles, com a procurador de Pere III, va vendre el mer i mixt imperi de Puiggròs i de Belltall a Guillem Gener de Montblanc.
A partir d'aleshores, la senyoria passà per diverses mans fins que al segle xv el domini va recaure en els Montsuar, llinatge de l'oligarquia de Lleida, en casar-se Isabel d'Alenyà, pubilla del senyor de Puiggròs, amb Joan Dalmau de Montsuar (germà de Manuel de Montsuar i Mateu, que havia de ser president de la generalitat a l'inici de la guerra contra Joan II).
Al final del segle xv i inici del XVI, Joan Honorat de Montsuar i la seva esposa Joana de Cardona iniciaren les obres que convertiren l'antiga fortalesa medieval en un palau goticorenaixentista. Al començament del segle xvii, una filla d'Onofre de Montsuar i de Jerònima Vega es casà amb Onofre de Cubells. El seu fill Gregori de Cubells i de Montsuar heretà el castell de Puiggròs. A mitjan segle xviii, els seus descendents emparentaren amb els Subies de Tàrrega, que foren senyors de Puiggrós fins a l'abolició dels senyorius jurisdiccionals al segle xix. El castell passà, per herència materna, a l'hereu dels marquesos de la Floresta, Vidal de Càrcer. L'any 1964, Manuel Vidal de Càrcer vengué el castell a Maties Ximenos. Des de llavors, aquesta construcció, i bona part del vessant meridional del tossal on es troba el poble, pertany a la família Ximenos de Puiggròs.

## Arquitectura
Les restes que es conserven d'aquesta edificació són molt escasses: unes es troben derruïdes o en un estat deplorable; les altres es troben modificades per construccions modernes. Sembla que el castell es trobaria integrat dins la vila closa del nucli originari de Puiggròs i que estaria format per diversos mòduls. D'una banda, un recinte central de planta rectangular i dues edificacions més, l'una en la banda nord-est (que podria correspondre al nucli més antic del recinte) i una altra adossada en la banda oest (construïda possiblement durant el segle xviii, actualment derruïda i on s'observen les restes d'un possible arrencament d'una volta de mig punt i una porta adovellada que connecta amb el primer pis del nucli primitiu). L'obra es troba realitzada, de manera general, amb carreus escairats i ben treballats de pedra calcària i lligam de morter. Les façanes principals presenten dues grans portalades adovellades, ambdues coronades per dos escuts, un dels quals correspon a la família Montsuar-Cardona, la qual és considerada com la promotora de la construcció de l'actual castell. D'una banda, sobre la porta del recinte est es conserva un finestral conopial i ambdues estructures podrien pertànyer a les construccions originàries del castell; de l'altra, sobre la porta del recinte central es troba una finestra quadrangular encoixinada i aquestes estructures podrien pertànyer a reformes realitzades en època barroca. Així mateix, en el mur meridional de l'edifici principal que mira al sud, es troben dues finestres coronelles igualment d'estil tardogòtic.
Malgrat les nombroses extraccions d'elements constructius rellevants (pedres treballades, escuts i gravats, voltes, etc.) restarien en bon estat un celler i una llinda amb una inscripció dels Montsuar-Cardona. En el vessant meridional, s'observa un gran volum de carreus treballats i restes ceràmiques.